# Dea
A Dea az Adeodáta női név Deodata alakjának önállóvá vált becenve, melynek jelentése: Istentől adott.

## Rokon nevek
Adeodáta

## Gyakorisága
Az újszülötteknek adott nevek körében az 1990-es években szórványosan fordult elő. A 2000-es és a 2010-es években sem szerepelt a 100 leggyakrabban adott női név között.
A teljes népességre vonatkozóan a Dea sem a 2000-es, sem a 2010-es években nem szerepelt a 100 leggyakrabban viselt női név között.

## Névnapok
június 20. július 31.

## Híres Deák
- Dea Trier Mørch, dán írónő